# Le Billard darwinien
Le Billard darwinien (titre original : Darwinian Pool Room) est une nouvelle de science-fiction d'Isaac Asimov parue aux États-Unis en novembre 1950 dans la revue Galaxy Science Fiction et publiée en France dans le recueil Flûte, flûte et flûtes !.
Isaac Asimov s'y inspire de ses discussions de laboratoire pour tenter une narration originale. En commentaire, il s'avoue plutôt déçu du résultat.

## Résumé
Quatre savants, le narrateur, Thetier, Trotter, et Madend, partent de la métaphore du billard pour échafauder des hypothèses sur les lois (et les buts?) de l'évolution, notamment la disparition des dinosaures, l'apparition de l'Homme et sa fin. À la fin, Trotter fait remarquer que rien ne prouve que la partie soit terminée ; peut-être l'espèce suivante va-t-elle entrer en scène à la suite d'une guerre atomique ou une révolte des robots.